# Richesse
« Riche » redirige ici.  Pour la commune française, voir Riche (Moselle).
Pour les articles ayant des titres homophones, voir Rich, Risch (homonymie) et Riche (homonymie).
| - > 64 000 US$ - 32 000 – 64 000 US$ - 16 000 – 32 000 US$ - 8 000 – 16 000 US$ - 4 000 – 8 000 US$ | 2 000 – 4 000 US$ 1 000 – 2 000 US$ 500 – 1 000 US$ < 500 US$ aucune donnée |

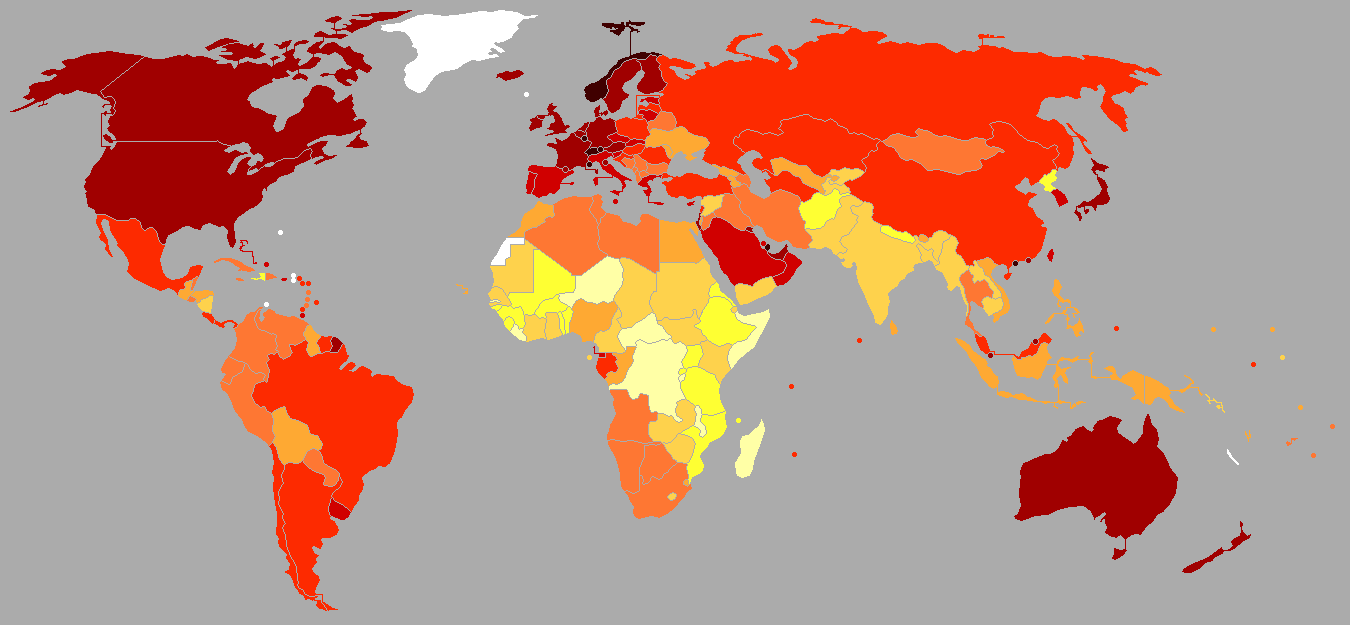
Le PIB nominal par habitant permet de mesurer la création de richesse annuelle moyenne par individu dans chaque pays.

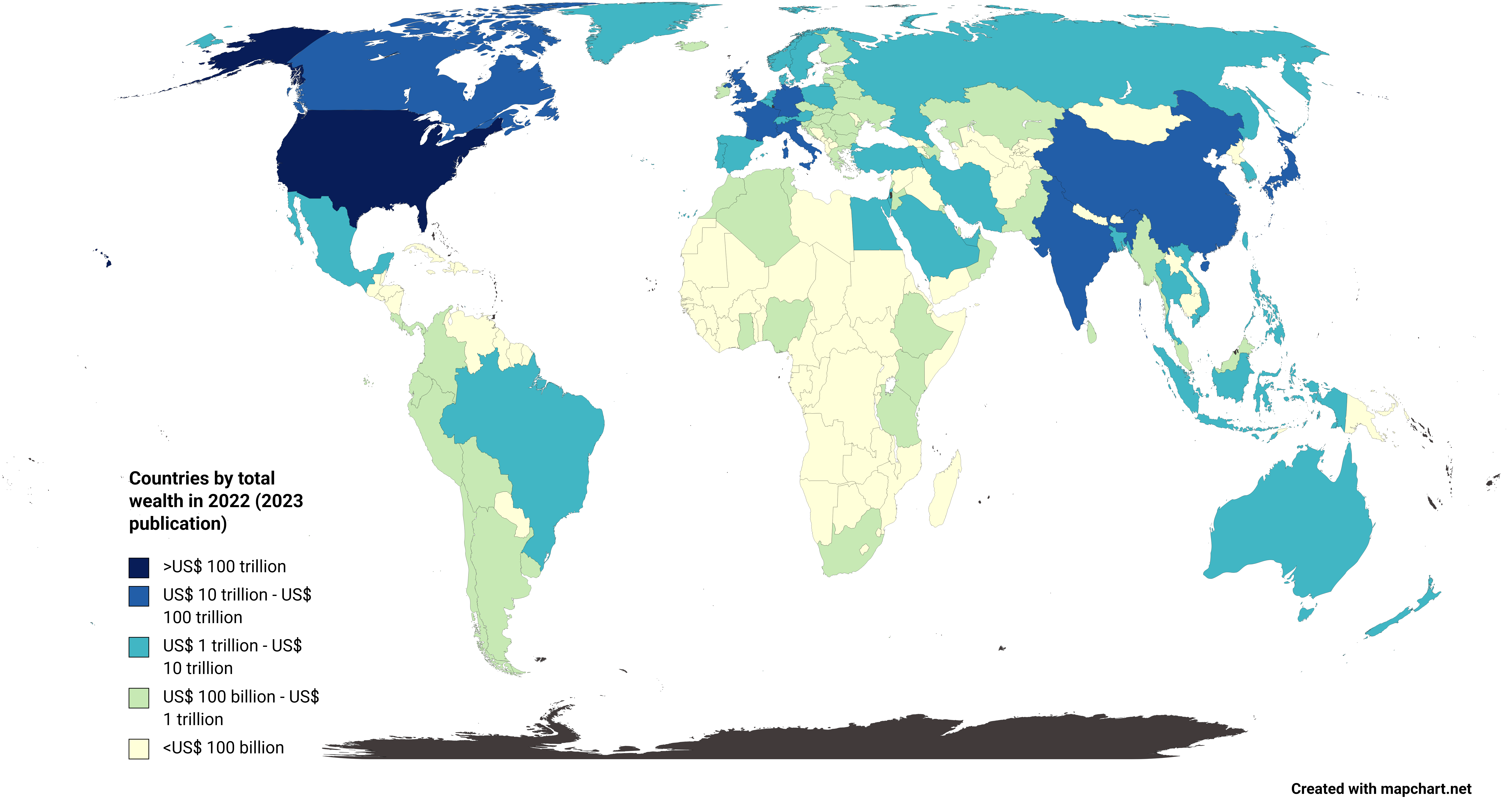
Pays selon leur richesse totale en (milliers de milliards de dollars USD), selon le Crédit Suisse.

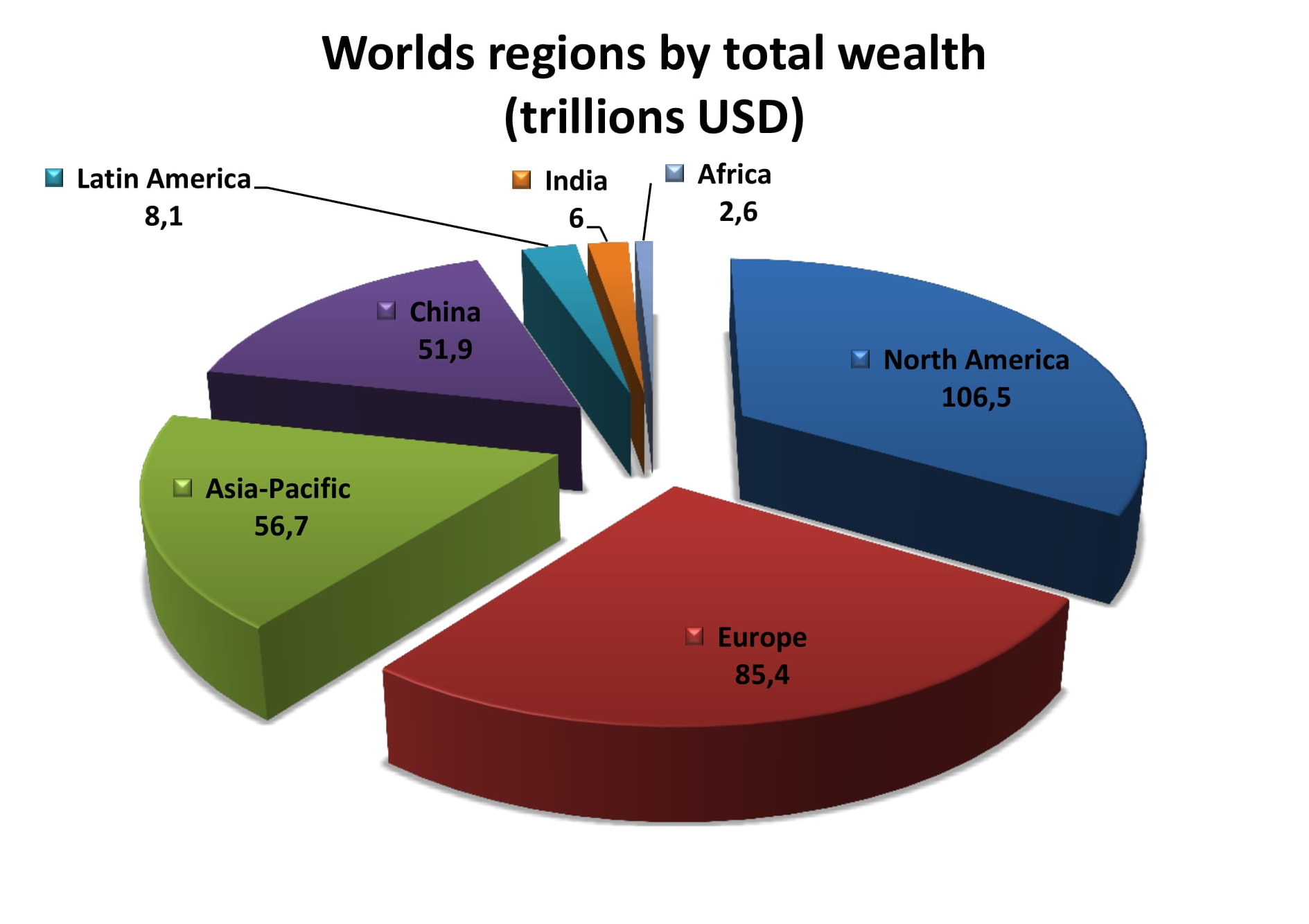
Richesse totale des grandes régions du monde (en milliers de milliards de dollars USD), 2018.

La richesse est la valeur de l'ensemble des biens détenus (patrimoine) par un agent économique (ménage, individu, nation, etc.) pouvant être soit produite par un revenu ou une plus-value, soit acquise par un legs ou une donation.
Un individu, communauté ou pays qui possède une abondance de biens et d'actifs possédés est couramment défini comme « riche ». À l'opposé lorsqu'un individu possède peu de biens ou d'actifs on parle de pauvreté,  notamment lorsque cette situation ne lui permet pas de vivre dignement. Le concept de richesse est très central dans le domaine de l’économie. La production de richesse dans un pays (et non la richesse directement) et la croissance de cette production sont mesurées respectivement par le produit intérieur net (PIN) et son taux de croissance ou, si on ne tient pas compte des amortissements et des dépréciations des actifs, par le produit intérieur brut (PIB) et son taux de croissance.

## Historique
La répartition de la richesse a fait l'objet de réflexions de la part de penseurs depuis l'Antiquité. Selon Platon, la richesse devait être distribuée de façon égalitaire, alors que selon Aristote, elle devait être distribuée proportionnellement à l'effort de chacun. En introduisant la notion de chrématistique, Aristote a condamné la pratique visant à l'accumulation de richesses pour elles-mêmes, et non en vue d'une fin autre que le plaisir personnel.[réf. nécessaire]
Au Moyen Âge, saint Thomas d'Aquin a cherché à réconcilier la pensée d'Aristote avec la doctrine chrétienne, et a ainsi développé la philosophie scolastique. Dans ce cadre, il a repris les idées d'Aristote sur l'économie, et a tenté de faire évoluer la pensée de l'Église dans le domaine des taux d'intérêt.
Du XVIe siècle jusqu'au milieu du XVIIIe siècle, la doctrine économique du mercantilisme a prôné l'enrichissement des États-nations d'abord au moyen de l'or importé des colonies (bullionisme développé surtout en Espagne et au Portugal), puis du commerce, mais aussi de l'industrialisation.
Dans la deuxième moitié du XVIIIe siècle, Adam Smith, fondateur de l'école dite classique d'économie, a critiqué le mercantilisme, et en particulier le bullionisme, en déniant à l'or et à l'argent leur valeur de mesure de la richesse, et soulignant qu'il s'agit d'une richesse essentiellement princière. Il explique que l'origine de la richesse des nations vient plutôt du travail (concept de division du travail), de l'accumulation du capital, et de la taille du marché.
Par la suite, la production de richesses sera associée à la notion de facteurs de production, qui sont essentiellement le capital et le travail.

## Évolution des théories
La nature et la mesure de la richesse ont varié avec le temps. Elles sont liées tant à la structure économique de l'époque qu'aux valeurs qui y prédominent.

### Les mercantilistes
Le XVIe siècle voit le développement de la navigation. L'or et l'argent importés d'Amérique apportent la richesse aux pays européens. Pour les mercantilistes la richesse d'un pays est celui de l'État. Elle est mesurée par les stocks d'or et d'argent qu'il possède. L'ouverture des voies maritimes promeut le commerce de nouvelles marchandises. Les excédents commerciaux accroissent les stocks d'or et d'argent. La suprématie commerciale est assurée par la puissance militaire. L'ordre surnaturel issu des conceptions économiques de l'Église est remplacé par l'ordre marchand.

### Les physiocrates
Les physiocrates considèrent que la richesse d'un pays n'est plus seulement celle de l'État mais de tous ses habitants. Ils mettent l'accent sur la production agricole, seule productrice de richesses. La mesure de la richesse d'une nation est donnée par la production agricole non consommée par les agriculteurs. L'ordre naturel succède à l'ordre marchand.

### Les classiques
Les classiques apparaissent avec l'émergence de la société industrielle. Le travail devient la valeur fondamentale. Ce sont les valeurs d'usage qui constituent la richesse. Des lois universelles et intemporelles gouvernent la production et l'échange de richesse. L'ordre naturel régit les comportements humains.

### Les marxistes
Karl Marx recherche les lois spécifiques de la production capitaliste. Comme les classiques (mais en apportant diverses corrections à leurs raisonnements) il pense que la valeur des marchandises et donc, le prix du marché qui oscille autour d'elle, est fondamentalement déterminée par la quantité de travail nécessaire en moyenne à la production d'un bien. Pour lui la représentation de la société que se font les personnes est directement liée à leur activité matérielle. L'ordre est déterminé par les contextes historiques et les rapports sociaux.

### Les néo-classiques
La société est vue par les néoclassiques comme une somme d'individus. Selon Friedrich Hayek l'économie est régie par des ordres spontanés. Ces ordres ont été fixés à travers le temps par la sélection des comportements permettant à la société de fonctionner de façon satisfaisante. Les hommes n'ont aucun pouvoir sur eux. La richesse se mesure par la valeur monétaire des biens et services (valeur d'échange).

### Les institutionnalistes
Pour les institutionnalistes les institutions jouent un rôle central dans l'économie. Elles permettent un meilleur fonctionnement du système et déterminent les comportements des acteurs économiques. L'unité d'analyse n'est pas l'individu mais le groupe social. L'utilité sociale doit être réintroduite dans l'analyse économique. La richesse d'une société s'évalue par ses valeurs sociales.

## Nouvelles théories

### Recherche d'indicateurs

#### Le PIB, indicateur de la production annuelle de richesse d'un pays
De nos jours le produit intérieur brut (PIB) sert d'indicateur de la création de richesse par un pays au cours d'une année. La richesse créée est évaluée par la valeur d'échange (valeur de marché). Le PIB est contesté à la fois sur sa pertinence économique et sur sa validité en tant qu'indicateur de création de richesse. La commission Stiglitz a fait état des « doutes quant au bien-fondé des mesures actuelles des résultats économiques, notamment celles fondées sur le PIB ». L'Organisation de coopération et de développement économiques (OCDE) a reconnu que la critique du PIB en tant qu'indicateur de production annuelle de richesse était fondée et qu'il y avait lieu de s'engager dans une autre direction. Les reproches portent sur les insuffisances concernant principalement la durabilité dans les domaines économique, environnemental et social.

#### La richesse au sens de l'entreprise
Pour Daniel Bachet la richesse produite par l'entreprise n'est pas le profit mais la valeur ajoutée. Cette richesse doit ensuite faire l'objet d'un partage entre les parties prenantes.

#### L'utilité sociale
Pour André Orléan « la valeur n'est pas dans les objets ; elle est une production collective qui permet la vie en commun ». Pour Catherine Dartiguepeyrou « définir la richesse au XXIe siècle est une question avant tout politique, qui fait appel à notre choix de civilisation, de valeurs et de buts partagés à mettre en œuvre ». Un tel débat nécessite la création de nouveaux indicateurs. L'Union européenne s'est dotée de 155 indicateurs classés en dix thèmes relevant de questions sociales et écologiques. De nombreux autres indicateurs économiques existent, tenant compte des insuffisances du PIB. Mais aucune tentative de les regrouper dans un indicateur synthétique unique n'a pu s'imposer.

### Richesses non marchandes
La recherche de nouveaux indicateurs de richesse ouvre un espace pour le non-marchand et la gratuité, sources de qualité de la vie, de lien social et de solidarité. La nature elle-même est aussi source de richesse. Le concept de richesse englobe et dépasse donc celui de valeur économique.
La richesse de la contribution est souvent illustrée par Wikipédia ou les logiciels open source, mais on peut aussi citer les exemples de la micro-informatique, d'Internet ou de la planche à voile, dont les mécanismes d'« innovation collective » ont été décrits par Eric von Hippel.
La richesse de la coopération découle des pratiques de Cocréation, Coconception et Coopétition.
La richesse relationnelle correspond à la capacité de séduction et d'interactions de l'entreprise avec son milieu.
La richesse collective découle de la dynamique d'un groupe. Elle est mesurée et amplifiée par des pratiques managériales comme celles de General Electric, Criteo, ou les entreprises libérées.
La richesse sociale dépend de la qualité d'un réseau de relations d'interconnaissance ou d'interreconnaissance, de liaisons permanentes et utiles.
La richesse environnementale, valeur du patrimoine naturel, augmente avec l'aménagement de la nature, la sobriété de la consommation et la maîtrise des déchets.

### Flux et stocks
Pour la science économique actuelle, la richesse économique correspond à l'ensemble des biens dont l'usage ou la propriété correspond à la satisfaction de besoins. Elle est donc constituée par le stock d'actifs économiques détenus par un ou plusieurs agents économiques. La richesse s'analyse économiquement à travers plusieurs dichotomies :
- on peut analyser la richesse au niveau d'un individu, d'un ménage, d'une entreprise, d'une nation ou encore de l'humanité entière ;
- on peut analyser soit la richesse détenue (le patrimoine), soit la création de richesses (le revenu). Autrement dit, on peut étudier soit le stock de richesses, soit le flux de richesses nouvelles[20] ;
- on peut analyser soit la richesse financière (titre de propriété ou créance donnant droit à un revenu), soit la richesse « réelle » (biens) des agents économiques[20].

Au-delà de la richesse financière et de la richesse en biens, et dans un contexte de raréfaction des ressources naturelles, la richesse des nations en matières premières et en minerais doit également être prise en considération.

### Richesse personnelle
Lloyd Shapley et Alvin Roth, lauréats 2012 du prix Nobel d'économie délivré par la Banque royale de Suède, considèrent que la richesse personnelle s'identifie à la satisfaction que procurent les biens acquis. Avant tout achat s'effectue la comparaison entre sacrifice et satisfaction.
La richesse personnelle est un élément-clé du statut social, même si ce n'est pas le seul comme le montre la notion de nouveau riche,,,, (parfois associé à celle de « nouveaux pauvres »).
Des études ligne, sur le terrain et en laboratoire conduites par des sociologues et psychologues montrent que la richesse individuelle induit une forme de solipsisme : elle modifie la psychologie de l'attention. Être riche tend statistiquement à rendre égoïste, diminue la compassion et moins empathique, en diminuant les comportements éthiques et en modifiant l'attention sociale, et en diminuant la capacité à faire ne serait-ce que « visuellement » attention aux autres et à leurs difficultés. Or l'empathie est considérée comme l'un des facteurs du bonheur. Ainsi en 2012, les étudiants aisés se montrent moins capables d’empathie pour les autres lors du visionnage d’une vidéo montrant des enfants atteints par le cancer et en 2016 une étude conclut que dans la rue les personnes aisées regardent moins les autres que celles d’autres classes sociales. On observe même une relation entre réponse empathique neurale et le statut social.
Une explication pourrait être que les riches peuvent acheter des services et employer d’autres personnes plutôt que de demander de l’aide autour d'eux, ce qui les prive de ce type d'interactions sociales avec des voisins moins aisés qu'eux par exemple. En moyenne dans le monde les riches le sont de plus en plus, ce qui pose question quant aux objectifs de réduction des inégalités.
Dans certains pays comme les États-Unis ceci pourrait contribuer à la constitution de « communautés fermées » de riches.

## Statistiques

### Richesse en patrimoine
Le rapport annuel sur la richesse mondiale établi par Capgemini et Merrill Lynch définit les « personnes à patrimoine net élevé » (l'expression « personne riche » sera utilisée comme synonyme dans la suite de cette section) comme celles possédant au moins un million de dollars américains de patrimoine financier et autres actifs investissables, excluant leur résidence principale et leurs biens durables. Pour les personnes ultra-riches, il fixe le minimum à 30 millions de dollars. Au niveau mondial, le nombre total de personnes riches a augmenté de 8,8 millions en 2005 à 9,5 millions en 2006 et 10,1 millions en 2007, pour revenir à 8,6 millions en 2008, soit une baisse de près de 15 % en un an. Entre 2007 et 2008, le nombre de personnes ultra-riches baissait de 103 000 à 78 000, soit près de 25 %. La fortune collective possédée par les personnes riches était de 33 400 milliards de dollars en 2005, 37 200 milliards en 2006, 40 700 milliards en 2007, pour retomber à 32 800 milliards en 2008, un montant plus faible qu'en 2005.
En 2008, 29 % des personnes riches résidaient aux États-Unis, 16 % au Japon, 9 % en Allemagne, environ 4,2 % en Chine et également au Royaume-Uni, et 4 % en France. Dans ce dernier pays, le nombre de personnes riches a baissé de 396 000 à 346 000 entre 2007 et 2008.
|             | 2007   | 2008  |
| ----------- | ------ | ----- |
| États-Unis  | 3 019  | 2 460 |
| Japon       | 1 517  | 1 366 |
| Allemagne   | 833    | 810   |
| Chine       | 413    | 364   |
| Royaume-Uni | 491    | 362   |
| France      | 396    | 346   |
| Canada      | 281    | 213   |
| Suisse      | 212    | 185   |
| Autres pays | 2 900  | 2 500 |
| Monde       | 10 100 | 8 600 |

Le rapport 2010 sur la richesse mondiale de Citi Private Bank et Knight Frank, qui définit autrement les « riches » et utilise une méthodologie différente, fournit d’autres chiffres, mais une répartition par pays comparable. Selon ce rapport, le nombre de « riches » aurait décru de nouveau d'environ 17 % entre 2008 et 2009 - de 3 110 000 à 2 519 000 aux États-Unis et de 309 000 à 266 000 en France.
À l'inverse, mais utilisant une autre définition, le Boston Consulting Group estime le nombre des « riches » à 9,8 millions en 2008 et 11,2 millions en 2009, soit un rebond de 14 %. 42 % de ces très riches seraient aux États-Unis (un peu moins de 30 % d’après CapGemini). Le même groupe estimait la fortune mondiale (actifs sous gestion) à environ 111 500 milliards de dollars en 2009, en hausse de 11,5 % par rapport à 2008, retrouvant presque le niveau de 2007.
Les trois organismes cités prévoient que, dans l’ensemble, la crise financière de 2007-2010 aura provoqué une redistribution des cartes parmi les riches, mais que, globalement, leur situation d’ensemble est probablement revenue en 2010 au niveau de 2007.
Le magazine Business Insider publie en 2012 une étude détaillant les 20 personnes les plus riches de l'Histoire :
1. John Davison Rockefeller, magnat du pétrole ;
2. Andrew Carnegie, sidérurgiste ;
3. Guillaume le Conquérant, conquérant de l'Angleterre ;
4. Cornelius Vanderbilt, entrepreneur de chemins de fer ;
5. Alain le Roux, lieutenant de Guillaume le Conquérant ;
6. Bill Gates, industriel informatique ;
7. William de Warenne, lieutenant de Guillaume le Conquérant ;
8. John Jacob Astor, négociant en fourrures ;
9. Richard Fitzalan ;
10. Stephen Girard, banquier ;
11. Jean de Gand ;
12. Alexander Turney Stewart ;
13. Frederick Weyerhaeuser (en) ;
14. Henry, duc de Lancaster ;
15. Carlos Slim, entrepreneur en télécommunications ;
16. Jay Gould, entrepreneur de chemins de fer ;
17. Stephen Van Rensselaer, grand propriétaire foncier ;
18. Marshall Field ;
19. Sam Walton, fondateur de Walmart ;
20. Warren Buffett, financier.

Selon le rapport sur la richesse mondiale publié mi-2013 par le Crédit suisse, il y aurait 31 millions de millionnaires en dollars dans le monde qui détiendraient 41 % du patrimoine mondial. Près de la moitié des 100 000 « ultra-riches » qui possèdent plus de 50 millions de dollars sont établis aux États-Unis. En 2021, grâce à l'augmentation du prix des actifs liée aux mesures financières prises à l'occasion de la pandémie de Covid-19, ils sont 56 millions de millionnaires, et se partagent 46 % du patrimoine mondial, les plus pauvres s'étant appauvris.

### Richesse en revenus
L'Observatoire des inégalités propose en 2020 de fixer un seuil de richesse au double du niveau de vie médian, de manière symétrique au seuil de pauvreté fixé à 50 % du niveau de vie médian. En France, une personne pourrait ainsi être considérée comme riche si elle gagne plus de 3 470 euros par mois après impôts et prestations sociales. Selon l'association, 5,1 millions de personnes vivent au-dessus de ce seuil de richesse, soit 8,1 % de la population (données 2017). Au-delà de ce seuil, les revenus peuvent être beaucoup plus élevés. En moyenne, les personnes situées entre les 10 % et le 1 % les plus riches ont un niveau de vie moyen équivalent à 5 000 euros par mois avant impôts en 2015. Celles appartenant au 1 % le plus riche perçoivent près de 15 000 euros en moyenne.

## La richesse dans la culture

### Religions et mythologies

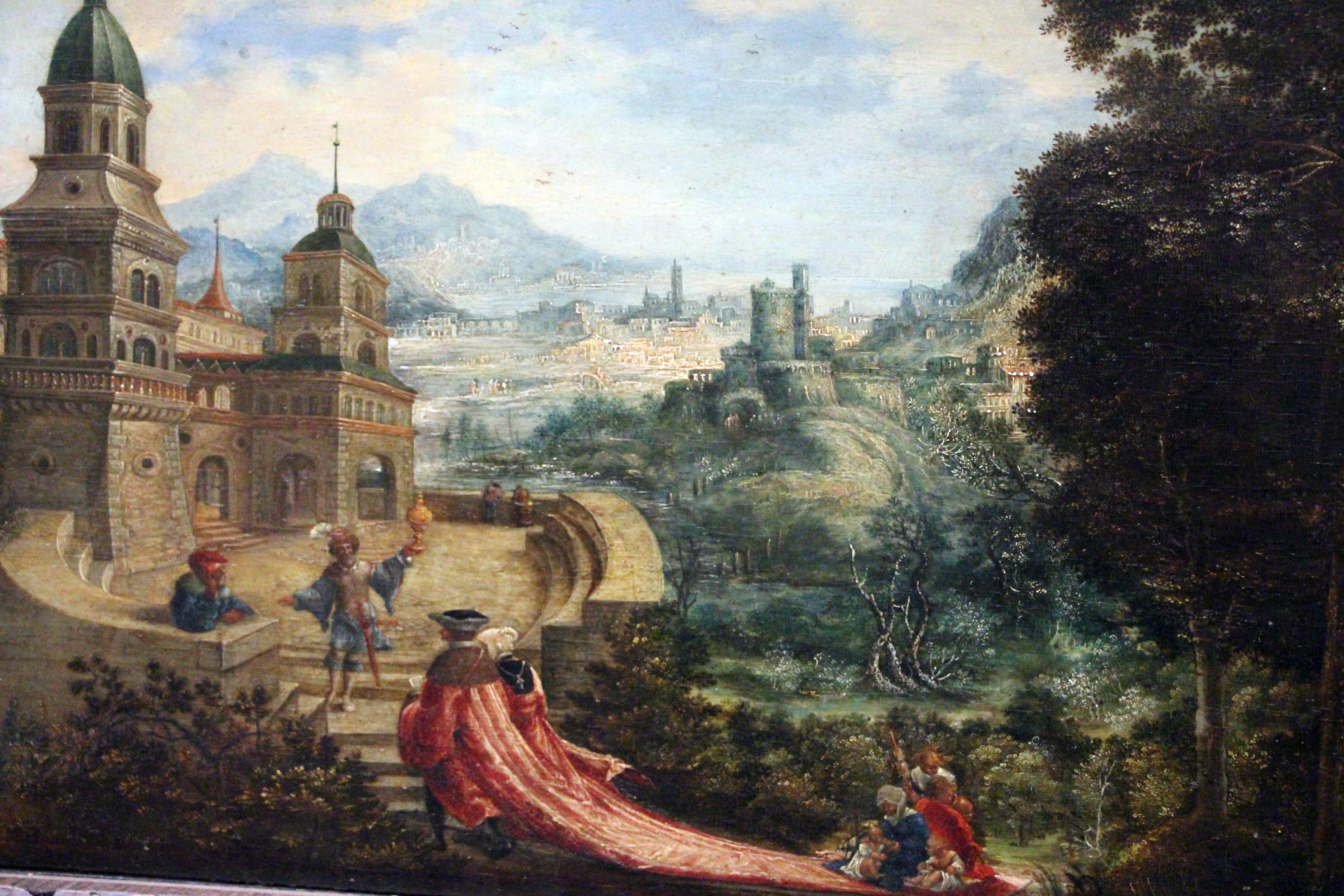
Albrecht Altdorfer, Allégorie de la richesse et de la pauvreté, ou Les Mendiants assis sur la traîne de l'orgueilleux (1531), Gemäldegalerie (Berlin).

Les religions antiques polythéistes considéraient pour la plupart que les divinités vivaient dans l'opulence et bénéficiaient d'un train de vie facile. Les métaux et matières précieuses sont souvent associées aux divinités et aux souverains. Il existe des divinités spécifiquement liées à la richesse dans certaines religions antiques ou contemporaines, comme Ploutos en Grèce antique, Plutus et Dis Pater à Rome, Sucellos dans la mythologie celtique gauloise, Vélès dans la mythologie slave, Lakshmi et Kubera dans l'hindouisme, les dieux du Caishenye en Chine, etc. C'est aussi l'une des attributions de Fukurokuju dans le shintoïsme japonais.
De nombreuses religions appellent à faire preuve de charité via des dons ponctuels aux plus pauvres que soi (la tsedaka dans le judaïsme, l'aumône dans le christianisme et l'islam, le dāna dans le bouddhisme, etc.) qui vont dans le sens de la redistribution des richesses. Le refus radical de la richesse est prôné par plusieurs religions ou système éthiques, en particulier pour les membres du clergé ou de certains ordres religieux. Dans la tradition chrétienne existe ainsi le vœu de pauvreté qui consiste à renoncer à la richesse, quitte à se défaire de ses biens si on en possède.

### En morale et en philosophie
Certains philosophes sont connus pour leur refus radical de la richesse, comme Diogène de Sinope, philosophe grec antique, qui vivait d'aumônes faites par les passants.
Certains proverbes font référence à des figures de gens riches historiques (« riche comme Crésus ») ou légendaires (« riche comme Tantale »). D'autres relativisent l'importance de la richesse (« L'argent ne fait pas le bonheur »), ou de ses conséquences (« L'argent est un bon serviteur et un mauvais maître »).
L'accession rapide à la richesse est l'un des fondements de l'imaginaire social aux États-Unis : c'est le rêve américain.

### Dans les arts
La littérature représente régulièrement les riches et la richesse de façon très variée. Les genres du récit initiatique (comme certains contes et plus tard du roman d'apprentissage peuvent déboucher sur l'accession à la richesse comme récompense matérielle des efforts physiques et éthiques du personnage principal. D'autres genres, comme le roman noir, débouchent sur une frustration systématique de la recherche de la richesse (de même que de la plupart des buts poursuivis par les personnages).

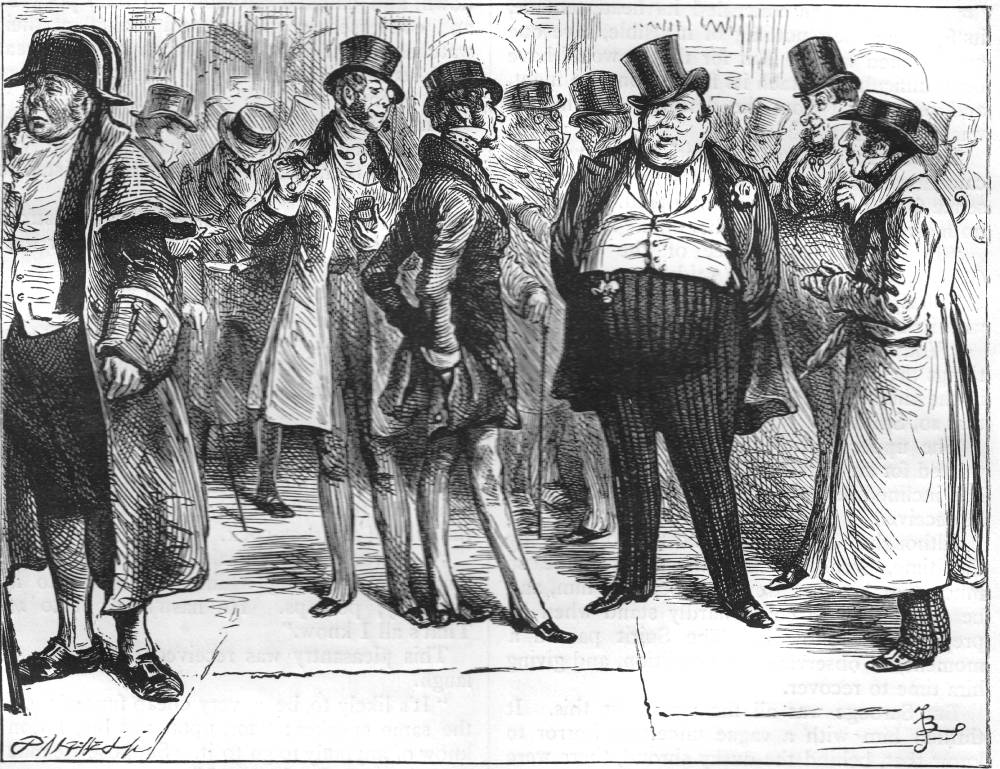
À la City, on se rit de la mort de Scrooge, illustration de Fred Barnard (1878) pour Un chant de Noël.

De façon plus équilibrée, le réalisme littéraire montre des personnages aux prises avec une économie décrite de façon aussi proche que possible de la réalité, qu'il s'agisse de décrire l'accession à la richesse (comme dans La Fortune des Rougon d'Émile Zola en 1871) ou la déchéance d'un ancien riche (dans L'Argent du même auteur, autre tome de la série Les Rougon-Macquart). Les récits d'aventure abondent en trésors à découvrir. La littérature comique, elle, se moque de l'avarice à travers des archétypes comme Harpagon dans le théâtre de Molière au XVIIe siècle en France, mais aussi Ebenezer Scrooge, riche et cruel, dans Un chant de Noël du Britannique Charles Dickens en 1843, lequel inspire à son tour le personnage de bande dessinée Picsou.
La musique a régulièrement abordé le thème de la richesse. Dans sa tétralogie Der Ring des Nibelungen (1849-1876), inspirée librement de l'épopée médiévale allemande des Nibelungen, Richard Wagner livre notamment une réflexion sur la richesse comme puissance corruptrice menant ses possesseurs à leur perte.
La bande dessinée a mis en scène plusieurs personnages de millionnaires ou de milliardaires fictifs. Balthazar Picsou, créé en 1947 par le dessinateur américain Carl Barks pour Disney et devenu un héros de bandes dessinées d'aventure humoristiques, est un canard multimilliardaire américain d'origine écossaise réputé pour son avarice et son caractère acariâtre. Inversement, Largo Winch, héros de la série de bandes dessinées éponyme scénarisée par le scénariste belge Jean Van Hamme à partir de 1990, est un milliardaire au grand cœur qui tente de lutter contre les mécanismes sournois du monde des affaires.
Le cinéma met parfois en scène des personnages de milliardaires, comme Charles Foster Kane dans Citizen Kane, film américain d'Orson Welles sorti en 1941.